# Capitoli di Shirayuki dai capelli rossi

Copertina del primo volume dell'edizione italiana, raffigurante la protagonista Shirayuki

Questa è la lista dei capitoli di Shirayuki dai capelli rossi, manga shōjo scritto e disegnato da Sorata Akiduki.
Il manga ha iniziato la serializzazione sulla rivista LaLa DX di Hakusensha il 10 agosto 2006 ed è stato trasferito sul LaLa dal numero di novembre 2011. Il primo volume tankōbon è stato pubblicato il 5 dicembre 2007 e al 2 maggio 2025 ne sono stati messi in vendita in tutto ventisette.
L'edizione italiana viene pubblicata da Star Comics a partire dal 14 aprile 2021.

## Volumi 1-10
| 1  | 5 dicembre 2007 | ISBN 978-4-592-18373-0 | 14 aprile 2021    | ISBN 978-88-226-2247-1 |
| 1  | Capitoli - Capitolo 1 (第1話?, Dai 1 wa) - Capitolo 2 (第2話?, Dai 2 wa) - Capitolo 3 (第3話?, Dai 3 wa) - Capitolo 4 (第4話?, Dai 4 wa) - I colori delle quattro stagioni d'agosto - Extra |                        |                   |                        |
| 1  | Trama Shirayuki è un'erborista dai particolari capelli color rosso mela. Questa sua caratteristica attira l'attenzione del principe Raji del Regno di Tanbarun, che le ordina di diventare sua concubina. Shirayuki, che non intende sottostare alle richieste del nobile, scappa dal regno e, giunta nel vicino Regno di Clarines, s'imbatte in Zen, che scopre essere il principe secondogenito del paese. Grazie all'aiuto del ragazzo e delle sue due guardie, Kiki e Mitsuhide, Shirayuki riesce a scampare alle avances di Raji e si stabilisce a Clarines. Mentre Shirayuki si addentra nei territori del regno per cercare delle erbe, viene rapita da un individuo, Mihaya, intenzionato a venderla a qualche nobile per i suoi singolari capelli. Durante la fuga, la ragazza viene salvata da Zen, che era andato a cercarla. Tra i due s'instaura un legame e Shirayuki inizia a frequentare il palazzo reale. Ciò infastidisce il nobile Haruka, che intima Zen di chiudere i rapporti con la ragazza; ricevendo un rifiuto, Haruka cerca di intimorire Shirayuki, dapprima indirettamente grazie a un mercenario assoldato, poi minacciandola apertamente. Nonostante le provocazioni, la ragazza si dimostra ferma e decisa, e questo convince il nobile a lasciarla stare. Dopo l'episodio, tuttavia, Shirayuki capisce di voler trovare un modo per essere ammessa a palazzo grazie alle sue forze, e così tenta l'esame per diventare erborista di corte. Durante la prova, Zen va a fare visita all'amica nella serra a lei assegnata; i due si trovano a dover affrontare una situazione imprevista. |                        |                   |                        |
| 2  | 5 agosto 2008 | ISBN 978-4-592-18374-7 | 19 maggio 2021    | ISBN 978-88-226-2299-0 |
| 2  | Capitoli - Capitolo 5 (第5話?, Dai 5 wa) - Capitolo 6 (第6話?, Dai 6 wa) - Capitolo 7 (第7話?, Dai 7 wa) - Capitolo 8 (第8話?, Dai 8 wa) - Connettici - Extra |                        |                   |                        |
| 2  | Trama Shirayuki è diventata un'erborista di corte, apprendista del giovane Ryu. Mentre Zen si reca alla fortezza di Luxd per controllarla, la ragazza si unisce a lui per andare a comprare delle erbe. Alla fortezza, Zen apprende che tutti i soldati sono malati e l'armeria è stata saccheggiata; manda così a chiamare Shirayuki, la quale capisce che la causa dei malesseri è il legno tossico usato per riscaldare l'edificio. Zen stana i ladri, e nel frattempo l'erborista si prende cura dei soldati, fino a ritrovarsi senza forze. Una volta tornati a palazzo, Zen viene convocato dal principe primogenito, suo fratello maggiore Izana, che intende prendere provvedimenti per la faccenda di Luxd; Izana approfitta della situazione anche per mettere alla prova Shirayuki e il suo legame con Zen. |                        |                   |                        |
| 3  | 5 marzo 2009 | ISBN 978-4-592-18375-4 | 16 giugno 2021    | ISBN 978-88-226-2303-4 |
| 3  | Capitoli - Capitolo 9 (第9話?, Dai 9 wa) - Capitolo 10 (第10話?, Dai 10 wa) - Capitolo 11 (第11話?, Dai 11 wa) - Capitolo 12 (第12話?, Dai 12 wa) - Extra |                        |                   |                        |
| 3  | Trama Izana convoca al castello di Wistal il principe del regno vicino, ossia Raji, per mettere alla prova Shirayuki e intimarla a tornare a Tanbarun. La ragazza, però, non cede alle pressioni di Izana e anzi sprona Raji a diventare un principe migliore. Nel frattempo, per nascondere il loro incontro precedente, Raji inventa che Zen intende fidanzarsi con Shirayuki; ciò mette la ragazza in difficoltà, perché seppur sia una notizia falsa, inizia ad essere presa di mira da persone che vogliono entrare nelle grazie della famiglia reale. Per evitare situazioni spiacevoli, Zen incarica Obi di vigilare su Shirayuki, nominandolo portaordini per dargli una copertura. A palazzo giungono il visconte Blaker e una ragazza, Kihal, che chiedono udienza a Zen. Il visconte, infatti, ha iniziato un'attività di caccia sull'isola dove Kihal vive, e la ragazza chiede che gli uccelli cacciati vengano protetti in quanto utili agli isolani. Per risolvere la situazione, Zen propone di testare l'uccello di Kihal, Popo, per vedere se possa essere utile per le comunicazioni del regno, e Shirayuki viene coinvolta nella prova. Il visconte tenta di corrompere la ragazza e, non riuscendoci, cerca di sabotare la prova. |                        |                   |                        |
| 4  | 4 gennaio 2010 | ISBN 978-4-592-18376-1 | 14 luglio 2021    | ISBN 978-88-226-2399-7 |
| 4  | Capitoli - Capitolo 13 (第13話?, Dai 13 wa) - Capitolo 14 (第14話?, Dai 14 wa) - Capitolo 15 (第15話?, Dai 15 wa) - Capitolo 16 (第16話?, Dai 16 wa) - Capitolo 17 (第17話?, Dai 17 wa) - Extra |                        |                   |                        |
| 4  | Trama Nonostante il visconte Blaker abbia cercato di sabotare la prova, Popo recupera il sonaglio di pietra noce e riesce a portare a termine il test. Zen, accorso sul luogo, sembra voler rimproverare Shirayuki per essersi ferita, ma inaspettatamente la bacia. La ragazza rimane sconvolta dal gesto e inizia ad evitare il principe per l'imbarazzo. Zen intanto si reca all'isola di Yuri con Kihal per completare le trattative; una volta tornato, lui e Shirayuki hanno modo di parlare e la ragazza gli confessa i suoi sentimenti. In un flashback di sei anni prima, Mitsuhide, allora diciassettenne, viene incaricato da Izana di diventare attendente di Zen. Zen, tredicenne, non accetta l'imposizione del fratello e tratta con freddezza la guardia, preferendo gli incontri segreti con un suo amico arciere, Atri. Mitsuhide cerca di capire il ragazzo e continua a tenerlo d'occhio, intervenendo insieme a Izana la sera che Atri tradisce Zen e attenta alla sua vita con un gruppo di altri traditori. Da quell'evento, Zen riesce ad aprirsi e lega con Mitsuhide, instaurando una profonda amicizia. |                        |                   |                        |
| 5  | 29 dicembre 2010 | ISBN 978-4-592-18377-8 | 18 agosto 2021    | ISBN 978-88-226-2407-9 |
| 5  | Capitoli - 18. Capitolo 18 (第18話?, Dai 18 wa) - 19. Capitolo 19 (第19話?, Dai 19 wa) - 20. Capitolo 20 (第20話?, Dai 20 wa) - 21. Capitolo 21 (第21話?, Dai 21 wa) - Episodio speciale (得別編1?, E-betsu-hen 1) - Extra |                        |                   |                        |
| 5  | Trama Al castello di Wistal giunge Mihaya, colui che aveva rapito Shirayuki qualche tempo prima, avvertendo la ragazza: un giovane dai capelli castani imbarcatosi con lui la sta cercando per portarla via da lì. Come se non bastasse, arriva per Shirayuki un invito ufficiale dal principe Raji ad un ricevimento serale a Tanbarun, per ringraziarla delle cure dategli. Nonostante Izana voglia approfittare della situazione per mettere alla prova il rapporto tra Zen e Shirayuki, la ragazza accetta, e parte con Obi al seguito verso il suo regno natale. Giunta al castello di Shenazade, Shirayuki accetta di passare del tempo con Raji e inizia a intravedere dei cambiamenti nel principe. A Clarines, intanto, Kiki riferisce a Zen che sono riusciti a scoprire qualcosa sul ragazzo misterioso e che Mihaya, fermatosi a castello, è sparito. Mihaya, infatti, va ad incontrare il ragazzo. |                        |                   |                        |
| 6  | 5 settembre 2011 | ISBN 978-4-592-19105-6 | 15 settembre 2021 | ISBN 978-88-226-2558-8 |
| 6  | Capitoli - 22. Capitolo 22 (第22話?, Dai 22 wa) - 23. Capitolo 23 (第23話?, Dai 23 wa) - 24. Capitolo 24 (第24話?, Dai 24 wa) - 25. Capitolo 25 (第25話?, Dai 25 wa) |                        |                   |                        |
| 7  | 5 marzo 2012 | ISBN 978-4-592-19437-8 | 20 ottobre 2021   | ISBN 978-88-226-2585-4 |
| 7  | Capitoli - 26. Capitolo 26 (第26話?, Dai 26 wa) - 27. Capitolo 27 (第27話?, Dai 27 wa) - 28. Capitolo 28 (第28話?, Dai 28 wa) - 29. Capitolo 29 (第29話?, Dai 29 wa) - Episodio speciale (得別編2?, E-betsu-hen 2) - Extra |                        |                   |                        |
| 8  | 5 settembre 2012 | ISBN 978-4-592-19438-5 | 17 novembre 2021  | ISBN 978-88-226-2752-0 |
| 8  | Capitoli - 30. Capitolo 30 (第30話?, Dai 30 wa) - 31. Capitolo 31 (第31話?, Dai 31 wa) - 32. Capitolo 32 (第32話?, Dai 32 wa) - 33. Capitolo 33 (第33話?, Dai 33 wa) - 34. Capitolo 34 (第34話?, Dai 34 wa) - Extra |                        |                   |                        |
| 9  | 5 marzo 2013 | ISBN 978-4-592-19439-2 | 15 dicembre 2021  | ISBN 978-88-226-2809-1 |
| 9  | Capitoli - 35. Capitolo 35 (第35話?, Dai 35 wa) - 36. Capitolo 36 (第36話?, Dai 36 wa) - 37. Capitolo 37 (第37話?, Dai 37 wa) - 38. Capitolo 38 (第38話?, Dai 38 wa) - 39. Capitolo 39 (第39話?, Dai 39 wa) - Extra |                        |                   |                        |
| 10 | 5 luglio 2013 | ISBN 978-4-592-19440-8 | 19 gennaio 2022   | ISBN 978-88-226-2945-6 |
| 10 | Capitoli - 40. Capitolo 40 (第40話?, Dai 40 wa) - 41. Capitolo 41 (第41話?, Dai 41 wa) - 42. Capitolo 42 (第42話?, Dai 42 wa) - 43. Capitolo 43 (第43話?, Dai 43 wa) - 44. Capitolo 44 (第44話?, Dai 44 wa) - Extra |                        |                   |                        |

## Volumi 11-20
| 11 | 4 gennaio 2014 | ISBN 978-4-592-19441-5                                                      | 16 febbraio 2022  | ISBN 978-88-226-2982-1 |
| 11 | Capitoli - 45. Capitolo 45 (第45話?, Dai 45 wa) - 46. Capitolo 46 (第46話?, Dai 46 wa) - 47. Capitolo 47 (第47話?, Dai 47 wa) - 48. Capitolo 48 (第48話?, Dai 48 wa) - 49. Capitolo 49 (第49話?, Dai 49 wa) - Capitolo Speciale (得別編3?, E-betsu-hen 3) - Extra                             |                                                                             |                   |                        |
| 12 | 3 ottobre 2014 | ISBN 978-4-592-19442-2                                                      | 16 marzo 2022     | ISBN 978-88-226-3047-6 |
| 12 | Capitoli - 50. Capitolo 50 (第50話?, Dai 50 wa) - 51. Capitolo 51 (第51話?, Dai 51 wa) - 52. Capitolo 52 (第52話?, Dai 52 wa) - 53. Capitolo 53 (第53話?, Dai 53 wa) - 54. Capitolo 54 (第54話?, Dai 54 wa) - 55. Capitolo 55 (第55話?, Dai 55 wa)                                            |                                                                             |                   |                        |
| 13 | 3 aprile 2015 | ISBN 978-4-592-19443-9                                                      | 13 aprile 2022    | ISBN 978-88-226-3059-9 |
| 13 | Capitoli - 56. Capitolo 56 (第56話?, Dai 56 wa) - 57. Capitolo 57 (第57話?, Dai 57 wa) - 58. Capitolo 58 (第58話?, Dai 58 wa) - 59. Capitolo 59 (第59話?, Dai 59 wa) - 60. Capitolo 60 (第60話?, Dai 60 wa) - Oltre le gocce                                                                  |                                                                             |                   |                        |
| 14 | 3 luglio 2015 | ISBN 978-4-592-19444-6                                                      | 18 maggio 2022    | ISBN 978-88-226-3212-8 |
| 14 | Capitoli - 61. Capitolo 61 (第61話?, Dai 61 wa) - 62. Capitolo 62 (第62話?, Dai 62 wa) - 63. Capitolo 63 (第63話?, Dai 63 wa) - 64. Capitolo 64 (第64話?, Dai 64 wa) - 65. Capitolo 65 (第65話?, Dai 65 wa) - Episodio speciale (得別編4?, E-betsu-hen 4) - Il giorno 00 delle vacanze estive |                                                                             |                   |                        |
| 15 | 5 gennaio 2016 | ISBN 978-4-592-19445-3                                                      | 15 giugno 2022    | ISBN 978-88-226-3270-8 |
| 15 | Capitoli - 66. Capitolo 66 (第66話?, Dai 66 wa) - 67. Capitolo 67 (第67話?, Dai 67 wa) - 68. Capitolo 68 (第68話?, Dai 68 wa) - 69. Capitolo 69 (第69話?, Dai 69 wa) - 70. Capitolo 70 (第70話?, Dai 70 wa) - 71. Capitolo 71 (第71話?, Dai 71 wa)                                            |                                                                             |                   |                        |
| 16 | 5 agosto 2016 (ed. regolare & speciale) | ISBN 978-4-592-19446-0 (ed. regolare) ISBN 978-4-592-10565-7 (ed. speciale) | 13 luglio 2022    | ISBN 978-88-226-3332-3 |
| 16 | Capitoli - 72. Capitolo 72 (第72話?, Dai 72 wa) - 73. Capitolo 73 (第73話?, Dai 73 wa) - 74. Capitolo 74 (第74話?, Dai 74 wa) - 75. Capitolo 75 (第75話?, Dai 75 wa) - 76. Capitolo 76 (第76話?, Dai 76 wa) - 77. Capitolo 77 (第77話?, Dai 77 wa) - Episodio speciale                        |                                                                             |                   |                        |
| 17 | 3 marzo 2017 | ISBN 978-4-592-19447-7                                                      | 17 agosto 2022    | ISBN 978-88-226-3361-3 |
| 17 | Capitoli - 78. Capitolo 78 (第78話?, Dai 78 wa) - 79. Capitolo 79 (第79話?, Dai 79 wa) - 80. Capitolo 80 (第80話?, Dai 80 wa) - 81. Capitolo 81 (第81話?, Dai 81 wa) - 82. Capitolo 82 (第82話?, Dai 82 wa) - 83. Capitolo 83 (第83話?, Dai 83 wa)                                            |                                                                             |                   |                        |
| 18 | 2 novembre 2017 (ed. regolare & speciale) | ISBN 978-4-592-19448-4 (ed. regolare) ISBN 978-4-592-10576-3 (ed. speciale) | 14 settembre 2022 | ISBN 978-88-226-3419-1 |
| 18 | Capitoli - 84. Capitolo 84 (第84話?, Dai 84 wa) - 85. Capitolo 85 (第85話?, Dai 85 wa) - 86. Capitolo 86 (第86話?, Dai 86 wa) - 87. Capitolo 87 (第87話?, Dai 87 wa) - 88. Capitolo 88 (第88話?, Dai 88 wa) - 89. Capitolo 89 (第89話?, Dai 89 wa)                                            |                                                                             |                   |                        |
| 19 | 5 giugno 2018 (ed. regolare & speciale) | ISBN 978-4-592-19449-1 (ed. regolare) ISBN 978-4-592-10589-3 (ed. speciale) | 18 gennaio 2023   | ISBN 978-88-226-3600-3 |
| 19 | Capitoli - 90. Capitolo 90 (第90話?, Dai 90 wa) - 91. Capitolo 91 (第91話?, Dai 91 wa) - 92. Capitolo 92 (第92話?, Dai 92 wa) - 93. Capitolo 93 (第93話?, Dai 93 wa) - 94. Capitolo 94 (第94話?, Dai 94 wa) - 95. Capitolo 95 (第95話?, Dai 95 wa)                                            |                                                                             |                   |                        |
| 20 | 4 gennaio 2019 (ed. regolare & speciale) | ISBN 978-4-592-19485-9 (ed. regolare) ISBN 978-4-592-10598-5 (ed. speciale) | 15 marzo 2023     | ISBN 978-88-226-3770-3 |
| 20 | Capitoli - 96. Capitolo 96 (第96話?, Dai 96 wa) - 97. Capitolo 97 (第97話?, Dai 97 wa) - 98. Capitolo 98 (第98話?, Dai 98 wa) - 99. Capitolo 99 (第99話?, Dai 99 wa) - 100. Capitolo 100 (第100話?, Dai 100 wa) - 101. Capitolo 101 (第101話?, Dai 101 wa)                                    |                                                                             |                   |                        |

## Volumi 21-in corso
| 21 | 5 settembre 2019 | ISBN 978-4-592-22011-4 | 17 maggio 2023    | ISBN 978-88-226-3878-6 |
| 21 | Capitoli - 102. Capitolo 102 (第102話?, Dai 102 wa) - 103. Capitolo 103 (第103話?, Dai 103 wa) - 104. Capitolo 104 (第104話?, Dai 104 wa) - 105. Capitolo 105 (第105話?, Dai 105 wa) - 106. Capitolo 106 (第106話?, Dai 106 wa) - 107. Capitolo 107 (第107話?, Dai 107 wa) |                        |                   |                        |
| 22 | 5 marzo 2020 | ISBN 978-4-592-22012-1 | 12 luglio 2023    | ISBN 978-88-226-4206-6 |
| 22 | Capitoli - 108. Capitolo 108 (第108話?, Dai 108 wa) - 109. Capitolo 109 (第109話?, Dai 109 wa) - 110. Capitolo 110 (第110話?, Dai 110 wa) - 111. Capitolo 111 (第111話?, Dai 111 wa) - 112. Capitolo 112 (第112話?, Dai 112 wa) - 113. Capitolo 113 (第113話?, Dai 113 wa) |                        |                   |                        |
| 23 | 5 aprile 2021 | ISBN 978-4-592-22013-8 | 20 settembre 2023 | ISBN 978-88-226-4247-9 |
| 23 | Capitoli - 114. Capitolo 114 (第114話?, Dai 114 wa) - 115. Capitolo 115 (第115話?, Dai 115 wa) - 116. Capitolo 116 (第116話?, Dai 116 wa) - 117. Capitolo 117 (第117話?, Dai 117 wa) - 118. Capitolo 118 (第118話?, Dai 118 wa)                                            |                        |                   |                        |
| 24 | 4 giugno 2021 | ISBN 978-4-592-22014-5 | 13 dicembre 2023  | ISBN 978-88-226-4412-1 |
| 24 | Capitoli - 119. Capitolo 119 (第119話?, Dai 119 wa) - 120. Capitolo 120 (第120話?, Dai 120 wa) - 121. Capitolo 121 (第121話?, Dai 121 wa) - 122. Capitolo 122 (第122話?, Dai 122 wa)                                                                                       |                        |                   |                        |
| 25 | 2 maggio 2022 | ISBN 978-4-592-22015-2 | 16 aprile 2024    | ISBN 978-88-226-4655-2 |
| 25 | Capitoli - 123. Capitolo 123 (第123話?, Dai 123 wa) - 124. Capitolo 124 (第124話?, Dai 124 wa) - 125. Capitolo 125 (第125話?, Dai 125 wa) - 126. Capitolo 126 (第126話?, Dai 126 wa) - 127. Capitolo 127 (第127話?, Dai 127 wa) - (特別編?, Tokubetsu-hen)                 |                        |                   |                        |
| 26 | 5 luglio 2023 | ISBN 978-4-592-22016-9 | 22 ottobre 2024   | ISBN 978-88-226-5092-4 |
| 26 | Capitoli - 128. (第128話?, Dai 128 wa) - 129. (第129話?, Dai 129 wa) - 130. (第130話?, Dai 130 wa) - 131. (第131話?, Dai 131 wa) - 132. (第132話?, Dai 132 wa) - (特別編?, Tokubetsu-hen)                                                                                  |                        |                   |                        |
| 27 | 2 maggio 2025 | ISBN 978-4-592-22017-6 | —                 | —                      |
| 27 | Capitoli - 133. (第133話?, Dai 133 wa) - 134. (第134話?, Dai 134 wa) - 135. (第135話?, Dai 135 wa) - 136. (第136話?, Dai 136 wa) - 137. (第137話?, Dai 137 wa) - 138. (第138話?, Dai 138 wa)                                                                               |                        |                   |                        |

## Capitoli non ancora in formatotankōbon
I seguenti capitoli sono apparsi sulla rivista LaLa in Giappone ma non sono ancora stati stampati in formato tankōbon.
Questa lista è suscettibile di variazioni e potrebbe essere incompleta o non aggiornata.